# Majada Redonda
La Majada Redonda es uno de los volcanes más conocidos del parque natural del Cabo de Gata-Níjar. Está dentro de la provincia de Almería, en España.

## Descripción
Se trata de una gran caldera volcánica muy visible desde aire y tierra. La caldera está abierta por la parte O; un pequeño desagüe donde expulsó toda la lava hace miles de años, debido a la presión del abundante magma que tenía. Es accesible desde el pequeño pueblo de Presillas Bajas, a la que se sube por una pista senderista que lleva al Cerro Peñones. Las chumberas del lobo, los palmitos y las pitas; a la que también incluye plantas autóctonas, son la flora más común que se puede encontrar.